# Millicent Shelton
Millicent B. Shelton (St. Louis, Missouri) é um director de televisão, cinema e vídeos musicais americano. Shelton já dirigiu mais de uma centena de vídeos musicais para artistas como Mary J. Blige, R. Kelly, Aaliyah, CeCe Peniston e Salt-n-Pepa.
Seus outros créditos incluem dirigir o filme Ride (1998) e episódios de Everybody Hates Chris, The Bernie Mac Show, Girlfriends, Castle, My Name Is Earl, 90210, Men of a Certain Age e 30 Rock, para o qual ela se tornou na primeira mulher afro-americana a vencer uma nomeação para o Primetime Emmy Award de "Melhor Director de Série de Comédia" para o episódio "Apollo, Apollo".
Ela é uma aluna da Universidade de Princeton e da Escola de Artes Tisch da Universidade de Nova Iorque.